# Список умерших в 534 году

## Октябрь
- 2 октября — Аталарих, король остготов (526—534).

## Дата смерти неизвестна или требует уточнения
- Анфимий из Тралл, византийский математик и архитектор, вместе с Исидором Милетским построивший Софийский собор в Константинополе.
- Герменефред, последний независимый король тюрингов (около 507—534).
- Годомар II, последний правитель королевства бургундов (524—534).
- Дачи, царь Иберии (Картли) (522—534).
- Кадваллон ап Эйнион, король Гвинеда (с 500).
- Кердик, король Уэссекса (519—534).
- Марцеллин Комит, византийский историк, составивший хронику, которая охватывает период от вступления на престол императора Феодосия I (379 г.) до первых лет царствования императора Юстиниана I (534 г.).
- Муйрхертах, сын Эрк, верховный король Ирландии.
- Мундерих, франкский принц, восставший против короля Австразии Теодориха I и хотевший занять престол.
- Эней Газский, христианский философ.